# Toccolosida bilinealis
Toccolosida bilinealis är en fjärilsart som beskrevs av Pieter Cornelius Tobias Snellen 1892. Toccolosida bilinealis ingår i släktet Toccolosida och familjen mott. Inga underarter finns listade i Catalogue of Life.